# Station Charsznica
Station Charsznica is een spoorwegstation in de Poolse plaats Charsznica.